# Leif Björk
Strindar Leif Björk, ursprungligen Strindar Björk, född 29 maj 1907 i Johannes församling, Stockholm, död 9 juni 2000 i Bromma, var en svensk nationalekonom, författare, översättare och debattör. Björk var gift med författarinnan Karin Boye och tillsammans med henne aktiv i Clarté.

## Biografi

### Tidiga år och studier
Leif Björk var son till psykiatern Adolf Björk och konsthantverkaren Eva Jancke-Björk (1882–1981) samt bror till ambassadören och riksdagsmannen Kaj Björk. Björk kom att studera vid Uppsala universitet, där han blev filosofie licentiat. Han påbörjade studier i ryska 1929.
1927 utsågs han till sekreterare i Stockholms Clartésektion.

### Yrkeskarriär
Björk var verksam som förste aktuarie från 1953 vid Socialstyrelsen där han var anställd 1936–1963. Därefter var han anställd vid Statistiska centralbyrån 1963–1973.

## Författarskap
Björk var författare till en rad publikationer, utgivna under över 50 års tid, framför allt inom nationalekonomiska ämnen. Han gjorde också ett stort antal översättningar under samma tidsspann. Som översättare översatte han utgivna verk på danska, engelska, franska, spanska och tyska till svenska. Han översatte bland andra Världsekonomin som författades av Gunnar Myrdal.

## Den privata sfären

### Familj
Björk var gift första gången 1929–1935 med författarinnan Karin Boye (1900–1941). De gifte sig borgerligt den 6 juli 1929; bröllopsvittnen var Signe Boye och Eva Jancke Björk. Från år 1932 ingick Boye inte längre i en relation med Leif Björk.
Björk var andra gången gift 1940–1950 med avdelningsdirektören Marianne Hellström (1919–2016), dotter till professor John Hellström och Lisa Claréus samt omgift Arvidsson. I äktenskapet föddes sonen Jan-Erik Björk (1942–2019). Tredje gången var han gift från 1956 till sin död med Siv Elisabeth Björk (1918–2007) och de fick två söner tillsammans (födda 1956 och 1959).